# Người Zo'é
Người Zo'é là một bộ lạc sinh sống ở khu vực Amazon Brasil. Người Zo'é (cũng được gọi là Zo'é hoặc gọi là Bộ lạc kết hôn) là bộ lạc bản địa ở bang Pará, khu tự quản Óbidos sống bên sông Cuminapanema của Brasil. Họ là một dân tộc Tupi–Guarani Người Zo’é không biết đến thế giới bên ngoài và sống theo kiểu quần cư như thời công xã nguyên thủy. Họ ở trần và không dùng bất cứ thứ gì để che đậy cơ thể. Người Zo'é luôn đeo những chiếc thanh gỗ xuyên qua môi như một món đồ trang sức. Họ sử dụng phần xương ống chân sắc, nhọn, dài thẳng của khỉ nhện để xuyên lỗ qua môi.